# Rising Sun (album của TVXQ)
Rising Sun là album phòng thu tiếng Hàn thứ hai của nhóm nhạc TVXQ, phát hành ngày 12 tháng 9 năm 2005 bởi SM Entertainment. Các bài hát được viết bởi những nhạc sĩ nổi tiếng như Yoo Young-jin, Kenzie, Hwang Sung Je...
Năm 2007 là năm đi xuống của ngành công nghiệp âm nhạc Hàn Quốc, với lượng đĩa tiêu thụ cao nhất chỉ có 190.998 bản (album của SG Wannabe). Nhưng "Rising Sun" vẫn trụ trong Korean Top 100 yearly charts, mặc dù được phát hành từ năm 2005 và là album "cũ" được tiêu thụ nhiều nhất trong năm 2007, đạt vị trí thứ 67. Tháng 4 năm 2009, ca khúc Rising Sun được sử dụng làm nhạc nền cho bộ phim "Fast & Furious".
Theo báo cáo từ phía SM Entertaiment thì đến giữa tháng 7 năm 2012, album đã được tiêu thụ hơn 297.000 bản chỉ tính riêng ở Hàn Quốc.

## Danh sách bài hát
| CD  | CD                                     | CD         |
| STT | Nhan đề                                | Thời lượng |
| --- | -------------------------------------- | ---------- |
| 1.  | "Tonight"                              | 4:40       |
| 2.  | "Beautiful Life"                       | 3:37       |
| 3.  | "Rising Sun (순수)"                    | 4:42       |
| 4.  | "바보 (Unforgettable)"                 | 4:16       |
| 5.  | "네가 허락할테니 (Love Is Never Gone)" | 4:44       |
| 6.  | "Love After Love"                      | 3:47       |
| 7.  | "Dangerous Mind"                       | 3:56       |
| 8.  | "One"                                  | 4:03       |
| 9.  | "Love Is..."                           | 3:41       |
| 10. | "Free Your Mind (feat. TRAX)"          | 4:06       |
| 11. | "작은 고백 (Love Is All I Need)"       | 4:01       |
| 12. | "약속했던 그때에 (Always There...)"    | 3:17       |

| CD: Japanese release | CD: Japanese release                | CD: Japanese release |
| STT                  | Nhan đề                             | Thời lượng           |
| -------------------- | ----------------------------------- | -------------------- |
| 13.                  | "Beautiful Life (Japanese version)" |                      |

| CD: CD + VCD version (Except Taiwanese release) | CD: CD + VCD version (Except Taiwanese release) | CD: CD + VCD version (Except Taiwanese release) |
| STT                                             | Nhan đề                                         | Thời lượng                                      |
| ----------------------------------------------- | ----------------------------------------------- | ----------------------------------------------- |
| 13.                                             | "바보 (Unforgettable) 中文版"                   |                                                 |
| 14.                                             | "Rising Sun (순수) 中文版"                      |                                                 |

| VCD: CD + VCD version (Japanese release) | VCD: CD + VCD version (Japanese release)                            | VCD: CD + VCD version (Japanese release) |
| STT                                      | Nhan đề                                                             | Thời lượng                               |
| ---------------------------------------- | ------------------------------------------------------------------- | ---------------------------------------- |
| 1.                                       | "Always There... (Music video)"                                     |                                          |
| 2.                                       | "Rising Sun (Music video)"                                          |                                          |
| 3.                                       | "Rising Sun (Music video - Behind the Scenes) (Japanese subtitles)" |                                          |

| VCD: CD + VCD version (Hong Kong release) | VCD: CD + VCD version (Hong Kong release)                          | VCD: CD + VCD version (Hong Kong release) |
| STT                                       | Nhan đề                                                            | Thời lượng                                |
| ----------------------------------------- | ------------------------------------------------------------------ | ----------------------------------------- |
| 1.                                        | "Rising Sun (Music video)"                                         |                                           |
| 2.                                        | "Rising Sun (Music video - Behind the Scenes) (Chinese subtitles)" |                                           |

| VCD: CD + VCD version (Thailand release) | VCD: CD + VCD version (Thailand release)       | VCD: CD + VCD version (Thailand release) |
| STT                                      | Nhan đề                                        | Thời lượng                               |
| ---------------------------------------- | ---------------------------------------------- | ---------------------------------------- |
| 1.                                       | "Always There... (Music video)"                |                                          |
| 2.                                       | "Rising Sun (Music video)"                     |                                          |
| 3.                                       | "Rising Sun (Music video - Behind the Scenes)" |                                          |

| VCD: CD + VCD version (Taiwanese release) | VCD: CD + VCD version (Taiwanese release) | VCD: CD + VCD version (Taiwanese release) |
| STT                                       | Nhan đề                                   | Thời lượng                                |
| ----------------------------------------- | ----------------------------------------- | ----------------------------------------- |
| 1.                                        | "Always There... (Music video)"           |                                           |

## Xếp hàng và lượng tiêu thụ

### Korea Top 100 Yearly Chart
| Năm  | Hạng | Lượng tiêu thụ | Tổng tiêu thụ |
| ---- | ---- | -------------- | ------------- |
| 2005 | #4   | 222,472        | 275,438       |
| 2006 | #31  | 40,521         | 275,438       |
| 2007 | #67  | 12,445         | 275,438       |

### Korea Top 50 Monthly Charts
| Chart          | Thứ hạng | Tổng tiêu thụ |
| -------------- | -------- | ------------- |
| Tháng 9, 2005  | #1       | 127,668       |
| Tháng 10, 2005 | #3       | 163,513       |
| Tháng 11, 2005 | #3       | 195,730       |
| Tháng 12, 2005 | #4       | 222,472       |
| Tháng 1, 2006  | N/A      | N/A           |
| Tháng 2, 2006  | #19      | 242,924       |
| Tháng 3, 2006  | #29      | 245,636       |
| Tháng 4, 2006  | #30      | 248,264       |
| Tháng 5, 2006  | #23      | 251,399       |
| Tháng 6, 2006  | #31      | 253,162       |
| Tháng 7, 2006  | #35      | 254,792       |
| Tháng 8, 2006  | #45      | 256,475       |
| Tháng 9, 2006  | N/A      | N/A           |
| Tháng 10, 2006 | N/A      | N/A           |
| Tháng 11, 2006 | #49      | 256,797       |
| Tháng 12, 2006 | N/A      | N/A           |

## Ngày phát hành
| Quốc gia  | Ngày                 | Thể loại    |
| --------- | -------------------- | ----------- |
| Hàn Quốc  | 12 tháng 9 năm 2005  | CD, cát sét |
| Đài Loan  | 9 tháng 10 năm 2005  | CD          |
| Hồng Kông | 7 tháng 12 năm 2005  | CD          |
| Thái Lan  | 15 tháng 7 năm 2007  | CD          |
| Nhật Bản  | 31 tháng 7 năm 2007  | CD+VCD      |
| Nhật Bản  | 24 tháng 10 năm 2007 | CD          |